# Huceine ibne Saíde
Abu Abedalá Huceine ibne Saíde ibne Hamadã (Abu 'Abdallāh al-Husayn ibn Sa'id ibn Hamdan) foi membro da dinastia hamadânida, neto de seu fundador Hamadã ibne Hamadune, e primo dos emires Nácer Adaulá e Ceife Adaulá. Sabe-se que em data desconhecida casou-se Sarira, antiga escrava de Maomé ibne Raique. Em 944, Huceine ibne Saíde foi enviado por Nácer Adaulá para capturar a Síria, alocada aos hamadânidas pelo emir de emires Tuzum, das forças de Iquíxida. Huceine foi inicialmente bem sucedido em ocupar o norte do país, mas foi logo repelido da Síria por forças iquíxidas, liderada por Iquíxida.